# Карл Брантінг
Карл Ялмар Брантінг (швед. Karl Hjalmar Branting; 23 листопада 1860, Стокгольм, Швеція — 24 лютого 1925, Стокгольм, Швеція) — шведський політик, перший прем'єр-міністр Швеції від соціал-демократичної партії. Лауреат Нобелівської премії миру за 1921.

## Життєпис
Один із засновників (1889) і лідерів Соціал-демократичної партії Швеції (СДПШ), 2-го Інтернаціоналу. У 1887–1917 (з перервами) редактор ЦО Соціал-демократичної партії Швеції (СДПШ) газети «Сосіаль-демократен» (швед. Social-Demokraten). З 1896 депутат риксдагу. З 1907 голова Виконкому Соціал-демократичної партії Швеції (СДПШ).
З 1880-х допомагав російським революціонерам. Незабаром після Лютневої революції відвідав Петроград. Жовтневий заколот в Росії зустрів вороже.
У 1920, 1921—1923 і 1924—1925 — прем'єр-міністр Швеції. Вів Соціал-демократичної партії Швеції (СДПШ) по шляху реформіста, боровся проти революційного крила партії (А. Пальм, А. Даніельсон, Цет Хеглунд). Брав участь у створенні інтернаціоналу Берні.